# David Löfquist
David Sebastian Magnus Löfquist (Mjällby, 6 agosto 1986) è un calciatore svedese, centrocampista del Mjällby.

## Caratteristiche tecniche
È agile, molto potente fisicamente.

## Carriera

### Club

#### L'esordio al Mjällby, Parma e poi Gubbio in prestito
La sua carriera da calciatore professionista inizia nel 2008 quando viene acquistato dal Mjällby per essere schierato in prima squadra e ricoprie il ruolo di centrocampista mancino, disputando quattro campionati, due dei quali nel massimo campionato svedese.

##### Stagione 2011-2012
Al termine del suo contratto, si trasferisce in Italia dove, dopo un periodo di prova, viene tesserato dal Parma il 27 gennaio 2012.
Dopo solo quattro giorni, esattamente il  31 gennaio, si trasferisce in prestito al Gubbio. Debutta con la sua nuova squadra il 18 febbraio nella sconfitta esterna per 1-0 contro l'Hellas Verona subentrando a Marcel Büchel al 57'. Gioca la sua prima partita da titolare la settimana successiva, il 25 febbraio nella vittoria per 2-0 contro il Modena venendo sostituito da Daniele Ragatzu al 56'. Mette a segno la sua prima rete con la sua nuova squadra il 10 marzo durante il match giocato contro la Nocerina, portando il risultato in parità (1 a 1).
Conclude la stagione con 9 presenze e un gol segnato, retrocedendo.

##### Malmö
A fine prestito ritorna al Parma, ma il 1º settembre 2012 viene girato in prestito al Malmö.

##### Il ritorno a titolo definitivo al Mjällby
Dopo tre stagioni e zero presenze collezionate con la maglia ducale il Parma decide di cederlo a titolo definitivo al Mjällby: per Löfquist si tratta del ritorno nella squadra dove è cresciuto. Le stagioni 2014 e 2015 non sono tuttavia positive per la squadra giallonera, che incassa due retrocessioni consecutive passando dal campionato di Allsvenskan a quello di Division 1, così Löfquist lascia il club a parametro zero.

## Statistiche

### Presenze e reti nei club
Statistiche aggiornate al 26 maggio 2012..
| Stagione        | Squadra         | Campionato      | Campionato | Campionato | Coppe nazionali | Coppe nazionali | Coppe nazionali | Coppe continentali | Coppe continentali | Coppe continentali | Altre coppe | Altre coppe | Altre coppe | Totale | Totale |
| Stagione        | Squadra         | Comp            | Pres       | Reti       | Comp            | Pres            | Reti            | Comp               | Pres               | Reti               | Comp        | Pres        | Reti        | Pres   | Reti   |
| --------------- | --------------- | --------------- | ---------- | ---------- | --------------- | --------------- | --------------- | ------------------ | ------------------ | ------------------ | ----------- | ----------- | ----------- | ------ | ------ |
| 2007            | Mjällby         | SE              | 19         | 1          | -               | -               | -               | -                  | -                  | -                  | -           | -           | -           | 19     | 1      |
| 2008            | Mjällby         | SE              | 26         | 1          | -               | -               | -               | -                  | -                  | -                  | -           | -           | -           | 26     | 1      |
| 2009            | Mjällby         | SE              | 30         | 5          | -               | -               | -               | -                  | -                  | -                  | -           | -           | -           | 30     | 5      |
| 2010            | Mjällby         | AL              | 29         | 6          | CS              | 4               | 0               | -                  | -                  | -                  | -           | -           | -           | 33     | 6      |
| 2011            | Mjällby         | AL              | 27         | 8          | CS              | 1               | 0               | -                  | -                  | -                  | -           | -           | -           | 28     | 8      |
| Totale Mjällby  | Totale Mjällby  | Totale Mjällby  | 131        | 21         |                 | 5               | 0               |                    | 0                  | 0                  |             |             |             | 136    | 21     |
| gen.-giu. 2012  | Gubbio          | B               | 9          | 1          | CI              | -               | -               | -                  | -                  | -                  | -           | -           | -           | 9      | 1      |
| set.-dic. 2012  | Malmö           | AL              | 4          | 0          | CS              | -               | -               | -                  | -                  | -                  | -           | -           | -           | -      | -      |
| feb-giu. 2013   | Odense          | AL              | 10         | 0          | CD              | -               | -               | -                  | -                  | -                  | -           | -           | -           | 10     | 0      |
| ago-dic. 2013   | Odense          | AL              | 3          | 0          | CD              | 1               | 1               | -                  | -                  | -                  | -           | -           | -           | 4      | 1      |
| Totale carriera | Totale carriera | Totale carriera | 157        | 22         |                 | 6               | 1               |                    | 0                  | 0                  |             | 0           | 0           | 163    | 23     |

## Palmarès

### Club

#### Competizioni nazionali
- Superettan: 2

Mjällby: 2009, 2019